# ヴァンデン・プラス
ヴァンデン・プラス（Vanden Plas）は、カイザースラウテルンに拠点を置く、1980年代半ばに結成されたドイツのプログレッシブ・メタル・バンドである。

## 略歴
1991年にヴァンデン・プラスは、全国リーグの地元フットボール・クラブであるFCカイザースラウテルンの凱歌として「Keep On Running」をレコーディングし、1994年にアルバム『Das ist für euch』（『This Is for You All』）に同曲を収録した。メンバー全員が、『ジーザス・クライスト・スーパースター』、『ロッキー・ホラー・ショー』、『リトル・ショップ・オブ・ホラーズ』、『エビータ』などの劇場プロジェクトやロック・ミュージカルに携わっている。
2004年、ボーカリストのアンディ・クンツは「Abydos」名義で野心的なソロ・プロジェクトをリリースした。アンディ・クンツのソロ・プロジェクトに基づくミュージカルが、2006年2月2日、カイザースラウテルンのプファルツ劇場で初演された。
2006年3月31日、バンドはアレクサンドル・デュマ・ペールの著作『モンテ・クリスト伯』を大筋とした『Christ 0』というタイトルのコンセプト・アルバムをリリースした。2008年4月、このアルバムはドイツの劇場に舞台作品として持ち込まれている。舞台版は『ChristO - Die Rockoper』と名付けられた。
アルバム『ザ・セラフィック・クロックワーク』は、2010年6月4日（ヨーロッパ）と2010年6月22日（米国）にリリースされた。
最新となる2枚のリリース作品、『Chronicles of the Immortals: Netherworld (Path One)』と『Chronicles of the Immortals: Netherworld II』は、ファンタジー作家ヴォルフガング・ホールバインの『Die Chronik der Unsterblichen』に基づいている。どちらのアルバムも劇場演劇の『Blutnacht』から改作されている。パート1は、2014年2月21日（ヨーロッパ）および2014年2月24日（米国）にリリースされた。第二部は2015年11月6日にリリースされた。
新しいスタジオ・アルバム『The Ghost Xperiment』のオリジナルは、2017年にリリースが予定されていた。長い遅延の後、2019年2月、『The Ghost Xperiment』は2枚のアルバムになると発表された。1枚目のアルバム『Awakening』は2019年秋にリリースされ、2枚目のパート『Illumination』は2020年にリリースされている。2019年5月には、バンドの全スタジオ・アルバム、EP、ライブ・レコーディングを含んだボックスセット『The Epic Works 1991-2015』がリリースされた。このコレクションには、バンドの全キャリアにわたる未発表曲、ボーナス曲、レア曲、デモ曲も含まれている。

## メンバー
- アンディ・クンツ (Andy Kuntz) - ボーカル
- ステファン・リル (Stephan Lill) - ギター
- ギュンター・ヴェアノ (Günter Werno) - キーボード
- トーステン・ライヒェルト (Torsten Reichert) - ベース
- アンドレアス・リル (Andreas Lill) - ドラム

## ディスコグラフィ

### スタジオ・アルバム
- 『カラー・テンプル』 - Colour Temple (1994年)[7]
- 『ザ・ゴッド・シング』 - The God Thing (1997年)[8]
- Far Off Grace (1999年)[9]
- Beyond Daylight (2002年)[10]
- Christ 0 (2006年)[11]
- 『ザ・セラフィック・クロックワーク』 - The Seraphic Clockwork (2010年)[12]
- Chronicles of the Immortals: Netherworld (Path One) (2014年)[13]
- Chronicles of the Immortals: Netherworld II (2015年)[14]
- The Ghost Xperiment: Awakening (2019年)[15]
- The Ghost Xperiment: Illumination (2020年)
- The Empyrean Equation of The Long Lost Things (2024年)

### ライブ・アルバム
- The Seraphic Live Works (2017年) ※CD&DVD
- Live & Immortal (2022年) ※2CD&DVD

### コンピレーション・アルバム
- The Epic Works 1991-2015 (2019年) ※CD11枚組ボックスセット